# Enneapterygius unimaculatus
Enneapterygius unimaculatus és una espècie de peix de la família dels tripterígids i de l'ordre dels perciformes.

## Morfologia
- Els mascles poden assolir 3,1 cm de longitud total.[1][2]

## Hàbitat
És un peix marí de clima subtropical que viu fins als 4 m de fondària.

## Distribució geogràfica
Es troba a Taiwan, les Filipines, Malàisia, Indonèsia, Papua Nova Guinea i Palau.